# My Hero Academia: el despertar dels herois
My Hero Academia: el despertar dels herois (僕のヒーローアカデミア THE MOVIE ヒーローズ:ライジング, Boku no Hīrō Akademia Za Mūbī: Hīrōzu: Raijingu) és una pel·lícula japonesa de superherois del 2019 original, basada en la sèrie de manga My Hero Academia de Kōhei Horikoshi. L'estudi Bones va produir la pel·lícula mentre que Toho la va distribuir, va ser dirigida per Kenji Nagasaki, escrita per Yōsuke Kuroda i va tenir Daiki Yamashita i Nobuhiko Okamoto interpretant els protagonistes.
El març de 2019 es va anunciar una segona pel·lícula de la franquícia, amb el retorn del personal i el repartiment de la primera pel·lícula. La pel·lícula conté elements d'història que Horikoshi en algun moment tenia pensat fer servir per al final de la sèrie. Es pretenia que fos l'última pel·lícula de la sèrie, fins que es va revelar que una tercera estava en producció.
La pel·lícula es va estrenar al Japó el 20 de desembre de 2019 i es va estrenar el 31 de març de 2023 en català al canal SX3. La pel·lícula va recaptar més de 29 milions de dòlars a tot el món i va rebre crítiques positives. Una tercera pel·lícula, My Hero Academia: Missió mundial d'herois, es va estrenar al Japó el 6 d'agost de 2021.

## Argument
L'Izuku i els altres estudiants de l'escola són enviats a treballar com herois a una càlida illa del sud del Japó, on també troben temps per relaxar-se. Aquesta calma, però, s'acaba aviat en aparèixer un grup de malvats. La pel·lícula introdueix un nou personatge, un malvat anomenat Nine.

## Repartiment de veus
| Personatge        | Japonès                                | Català                               |
| ----------------- | -------------------------------------- | ------------------------------------ |
| Izuku Midoriya    | Daiki Yamashita Akeno Watanabe (petit) | Iván Priego Conchita Ramírez (petit) |
| Katsuki Bakugo    | Nobuhiko Okamoto Sachi Kokuryu (petit) | Jaume Cuartero                       |
| Shōto Todoroki    | Yūki Kaji                              | Sergio Olmo                          |
| Ochaco Uraraka    | Ayane Sakura                           | Irene Miras                          |
| Tenya Iida        | Kaito Ishikawa                         | Sergio Mesa                          |
| Momo Yaoyorozu    | Marina Inoue                           | Lourdes Fabrés                       |
| Eijiro Kirishima  | Toshiki Masuda                         | Cesc Martínez                        |
| Tsuyu Asui        | Aoi Yūki                               | Yolanda Gispert                      |
| Minoru Mineta     | Ryō Hirohashi                          | Carme Ambrós                         |
| Denki Kaminari    | Tasuku Hatanaka                        | Héctor García                        |
| Kyōka Jirō        | Kei Shindō                             | Iris Lago                            |
| Mina Ashido       | Eri Kitamura                           | Maria Romeu                          |
| Fumikage Tokoyami | Yoshimasa Hosoya                       | Dídac Badias                         |
| Mezo Shoji        | Masakazu Nishida                       | Ferran Carnicero                     |
| Yuga Aoyama       | Kosuke Kowano                          | Lluís Torrelles                      |
| Mashirao Ojiro    | Kosuke Miyoshi                         | Xevi Massip                          |
| Hanta Sero        | Kiyotaka Furushima                     | Jordi Domènech                       |
| Toru Hagakure     | Kaori Nazuka                           | Ana Maria Camps                      |
| Rikido Sato       | Toru Nara                              | Toni Astigarraga                     |
| Koji Koda         | Takuma Nagatsuka                       | Alex Molina                          |
| All Might         | Kenta Miyake                           | Ramon Canals                         |
| Shōta Aizawa      | Junichi Suwabe                         | Marc Zanni                           |
| Nezu              | Yasuhiro Takato                        | Roger Isasi-Isasmendi                |
| Recovery Girl     | Etsuko Kozakura                        |                                      |
| Yokumiru Mera     | Masami Iwasaki                         | Marcel Navarro                       |
| Inko Midoriya     | Aya Kawakami                           |                                      |
| Endeavor          | Tetsu Inada                            | Roger Pera                           |
| Hawks             | Yuichi Nakamura                        | Masumi Mutsuda                       |
| Rock Lock         | Yasuhiro Fujiwara                      | Roger Pera                           |
| Tomura Shigaraki  | Kōki Uchiyama                          | Roger Isasi-Isasmendi                |
| Dabi              | Hiro Shimono                           | Marcel Navarro                       |
| Himiko Toga       | Misato Fukuen                          | Marta Moreno                         |
| Twice             | Daichi Endou                           | Marcos de la Calle                   |
| Mr. Compress      | Tsuguo Mogami                          | Carles Lladó                         |
| Spinner           | Ryo Iwasaki                            | Eric Palau                           |
| Daruma Ujiko      | Minoru Inaba                           | Joan Pera                            |
| Mahoro Shimano    | Tomoyo Kurosawa                        | Laia Vidal                           |
| Katsuma Shimano   | Yuka Terasaki                          | Elisabet Bargalló                    |
| Nine              | Yoshio Inoue                           | Xavi Fernández                       |
| Slice             | Mio Imada                              | Roser Vilches                        |
| Mummy             | Kōsuke Toriumi                         | Eric Palau                           |
| Chimera           | Shunsuke Takeuchi                      | Alfonso Vallés                       |

## Producció
El 23 de març de 2019, a l'AnimeJapan 2019 es va anunciar que es planejava que s'estrenés una segona pel·lícula de My Hero Academia a l'hivern del 2019, amb Kōhei Horikoshi com a responsable de la supervisió i el disseny de personatges originals. El 7 de juliol de 2019, el títol i la data d'estrena es van revelar a l'esdeveniment "Hero Fes", amb Horikoshi afirmant que la pel·lícula seria l'última adaptació cinematogràfica de la sèrie. L'esdeveniment també va revelar que Bones produiria la pel·lícula, amb Kenji Nagasaki tornant com a director, Yōsuke Kuroda com a escriptor, Yoshihiko Umakoshi com a dissenyador de personatges i Yuki Hayashi com a compositor. L'11 d'octubre de 2019, es va anunciar que Tomoyo Kurosawa s'uniria al repartiment com la Mahoro, i Yuka Terasaki donaria veu a en Katsuma. El 26 de setembre de 2019, es va anunciar que Mio Imada havia estat elegida per a fer de la Slice i Yoshio Inoue per a fer d'en Nine. L'11 de novembre de 2019, Weekly Shōnen Jump va revelar que Kohsuke Toriumi i Shunsuke Takeuchi havien estat elegits per fer dels malvats Mummy i Chimera respectivament, i el 6 de desembre de 2019, es va revelar que Yuichi Nakamura donaria veu a en Hawks.

## Música
La pel·lícula va ser composta per Yuki Hayashi, que abans ho feia per a la sèrie d'anime My Hero Academia i My Hero Academia: Dos herois. L'octubre de 2019, es va revelar que Sumika interpretava el tema principal de la pel·lícula titulada "Higher Ground" (ハイヤーグラウンド). La banda sonora original de la pel·lícula va sortir a la venda al Japó el 18 de desembre de 2019, portada per Toho Animation Records.
| 1.            | «Heroes vs. Villains»                                       | 2:31  |
| 2.            | «Nine»                                                      | 0:52  |
| 3.            | «A Hero Is...»                                              | 0:55  |
| 4.            | «The Hero Work Recommendation Project»                      | 3:15  |
| 5.            | «That’s Super Hero-Like!!»                                  | 1:50  |
| 6.            | «Nabu Island»                                               | 1:25  |
| 7.            | «Inherited Power»                                           | 2:11  |
| 8.            | «Nine’s Quirk»                                              | 1:20  |
| 9.            | «Nine’s Blunder»                                            | 0:15  |
| 10.           | «The Villain Appears»                                       | 1:00  |
| 11.           | «You Picked the Wrong Person to Taunt!»                     | 0:48  |
| 12.           | «Deku and Katsuma»                                          | 2:10  |
| 13.           | «Nine’s Action»                                             | 1:30  |
| 14.           | «Surprise Attack of the Villain» (1:48)                     | 1:48  |
| 15.           | «Class 1-A, Heading Out!»                                   | 2:04  |
| 16.           | «Nine and His Team’s Resistance»                            | 2:21  |
| 17.           | «Numerical Inferiority»                                     | 3:00  |
| 18.           | «Nine’s Tenacity of Purpose»                                | 1:37  |
| 19.           | «The Strength of the Man Who’ll Become the Number One Hero» | 2:26  |
| 20.           | «Islanders’ Anxiety»                                        | 1:45  |
| 21.           | «Past with Nine»                                            | 2:10  |
| 22.           | «Together as One»                                           | 2:24  |
| 23.           | «Strategy Meeting»                                          | 1:13  |
| 24.           | «Let’s Start the Operation!»                                | 2:25  |
| 25.           | «We’ll Go All-Out to Stop You!»                             | 1:55  |
| 26.           | «Joint Struggle»                                            | 4:12  |
| 27.           | «Chimera»                                                   | 2:05  |
| 28.           | «To the Limit»                                              | 2:06  |
| 29.           | «Nine’s Craving»                                            | 3:10  |
| 30.           | «Be Number One –Bakugo’s Belief-»                           | 1:20  |
| 31.           | «Nine’s Power»                                              | 3:45  |
| 32.           | «Might+U» (Makayla Phillips (veu); cAnON. (lletra))         | 6:29  |
| 33.           | «A Heart That Is Inherited»                                 | 2:36  |
| 34.           | «There Is a Hero There»                                     | 2:05  |
| Durada total: | Durada total:                                               | 72:58 |

## Estrena

### Cinemes
Toho va estrenar la pel·lícula al Japó el 20 de desembre de 2019. El primer milió de persones que van veure la pel·lícula va rebre un llibret de manga addicional escrit per Horikoshi, titulat "Vol. Rising", que contenia una entrevista extensa amb Horikoshi, dissenys de personatges i esbossos. La pel·lícula també va rebre projeccions en 4D a 81 sales del Japó el 24 de gener de 2020.

### Altres mitjans
My Hero Academia: el despertar dels herois es va estrenar en Blu-ray i DVD al Japó el 15 de juliol de 2020 en una "edició completa", que inclou noves escenes no vistes durant l'estrena al cinema.

## Rebuda

### Taquilla
A 12 de març de 2020, My Hero Academia: el despertar dels herois havia recaptat 15.100.000 iens al Japó i 13.500.000 dòlars als Estats Units i al Canadà, fent un total de 28.700.000 de dòlars a tot el món.
Durant el cap de setmana d'estrena, My Hero Academia: el despertar dels herois va ocupar el tercer lloc a la taquilla japonesa, guanyant 422 milions de iens els primers tres dies, 283 milions dels quals el cap de setmana. La pel·lícula va quedar tercera durant el segon cap de setmana, va caure a la quarta posició a la tercera setmana, va caure a la setena posició el quart cap de setmana, i va deixar el top 10 el cinquè cap de setmana, encara que va pujar breument a la novena posició el sisè cap de setmana abans de tornar a sortir del top 10. La pel·lícula va superar My Hero Academia: Dos herois durant el novè cap de setmana de la seva estrena.

### Crítica
A Rotten Tomatoes, la pel·lícula té una puntuació d'aprovació del 90% basada en 41 crítiques, amb una valoració mitjana de 7,4/10. El consens crític del lloc web diu: "My Hero Academia: el despertar dels herois dona als fans de la saga a una aventura emocionant que finalitza la sèrie amb una bella animació". A Metacritic, la pel·lícula té una puntuació mitjana ponderada de 70 sobre 100, basada en nou crítics, la qual cosa indica "crítiques generalment favorables". El públic estatunidenc enquestat per PostTrak li va donar una mitjana de 5 sobre 5 estrelles, amb un 73% de la gent que va dir que definitivament la recomanaria.
Richard Eisenbeis d'Anime News Network va elogiar-ne l'ambientació, el concepte i el clímax, afirmant que el clímax va tenir "un impacte espatarrant", tot i que va criticar la posició de la pel·lícula a la línia de temps de My Hero Academia, causant confusió i, per tant, "[traient] la tensió a la pel·lícula". Twwk de Beneath the Tangles va estar d'acord sobre els elements confusos mentre va afirmar que la pel·lícula "potser no reinventa ni afegeix res nou al gènere, però és divertida, agrada als fans i, sobretot, és significativa, una història engrandida i centrada, plena dels personatges, superpoders i emoció que els fans de la sèrie han arribat a estimar-se". Daryl Harding de Crunchyroll News va elogiar-ne l'animació, afirmant que "l'animació de la lluita final va ser una de les millors de la sèrie", però va criticar la naturalesa de la història secundària de la pel·lícula, dient que "les apostes del final del món no impactaven tant" a causa que els espectadors saben que la sèrie continua.